# Krzyż Rycerski za Męstwo, Ratowanie Życia i Ochronę Mienia
"Krzyż Rycerski za Męstwo, Ratowanie Życia i Ochronę Mienia" – to jednostopniowy krzyż w kolorze złotym, nadawany w dowód szczególnego uznania za ratowanie życia ludzkiego przy bezpośrednim zagrożeniu własnego. Został on ustanowiony z okazji 100. rocznicy powstania ZOSP RP. Jego pomysłodawcą jest Prezes Zarządu Głównego ZOSP RP dh Waldemar Pawlak. 
Krzyż nadawany jest przez Kapitułę Krzyża Rycerskiego za Męstwo, Ratowanie Życia i Ochronę Mienia utworzoną przy Zarządzie Głównym Związku Ochotniczych Straży Pożarnych RP. W skład Kapituły wchodzi Prezes Zarządu Głównego ZOSP RP oraz czterech członków Zarządu Głównego ZOSP. Od kolejnej kadencji Kapitułę będą tworzyć Prezes Zarządu Głównego ZOSP RP oraz czterech kawalerów Krzyża Rycerskiego powołanych w jej skład przez Zarząd Główny ZOSP RP. 
Z wnioskiem o nadanie Krzyża Rycerskiego mogą występować Prezydia Zarządów Oddziałów Wojewódzkich ZOSP RP z własnej inicjatywy lub na wniosek Prezydiów Zarządów Oddziałów Związku OSP RP niższych szczebli.  
Krzyż Rycerski nadawany jest strażakom Ochotniczej Straży Pożarnej, a także członkom zagranicznych służb ratowniczych, którzy w ramach prowadzonych akcji uratowali życie obywateli polskich, za wyjątkową ofiarność i odwagę wykazaną w trakcie prowadzenia działań ratowniczych w szczególności za: 
- wyniesienie osoby ze strefy bezpośredniego zagrożenia od ognia, wody, czynników chemicznych, zasypania będź wybuchu, które to zagrożenie przy zaniechaniu czynności ratowniczych mogło spowodować śmierć osoby zagrożonej;
- odnalezienia i wydobycia osoby zaginionej lub unieruchomionej, poddanej czynnikom mogącym spowodować utratę życia lub zdrowia osoby poszkodowanej;
- prowadzenia działań z narażeniem własnego zdrowia i życia w konsekwencji, czego zostało uratowane mienie znacznej wartości

Osoba wyróżniona otrzymuje Krzyż Rycerski oraz legitymację, potwierdzającą jego nadanie. Krzyż nosi się na wstążce na szyi. Zamiast odznaczenia można nosić baretkę Krzyża. Nosi się ją po baretce Złotego Znaku Związku OSP RP, a przed medalami „Za Zasługi dla Pożarnictwa”.